# Москвичов Валерій Аркадійович
Валерій Аркадійович Москвичов (20 березня 1950 — пом. 2011, Одеса) — радянський футболіст, що грав на позиції півзахисника і захисника. Відомий за виступами в одеському «Чорноморці» у вищій лізі СРСР.

## Клубна кар'єра
Валерій Москвичов є випусником київського республіканського училища фізичної культури, розпочинав грати у футбол в одеському «Локомотиві». З 1967 році грав у одеському «Чорноморці», спочатку в дублюючому складі, а з 1969 року у вищій лізі СРСР. Після вибуття команди до першої ліги продовжив виступи в «Чорноморці», став у його складі в 1972 році бронзовим призером турніру, а в 1973 році переможцем турніру першої ліги, після чого одеська команда повернуась до вищої ліги. Утім у 1974 році Москвичов узагалі не грав у командах майстрів, а на початку 1975 року став гравцем команди першої ліги «Таврія» з Сімферополя. Проте, зігравши в її складі лише 8 матчів, футболіст покинув сімферопольський клуб вже у червні цього ж року, після чого в командах майстрів уже не грав. Помер Валерій Москвичов у 2011 році в Одесі.

## Досягнення
- Переможець першої ліги СРСР — 1973
- Бронзовий призер першої ліги СРСР — 1972
- Брав участь у «бронзовому» сезоні «Чорноморця» у першій лізі (1971), однак провів лише 11 матчів, чого замало для отримання медалей.